# Эрика сизая
Э́рика си́зая, или Эрика серая, или Эрика пепельная (лат. Eríca cinérea) — небольшой кустарник родом из Европы, вид рода Эрика (Erica) семейства Вересковые (Ericaceae), типовой вид этого рода.

## Ботаническое описание

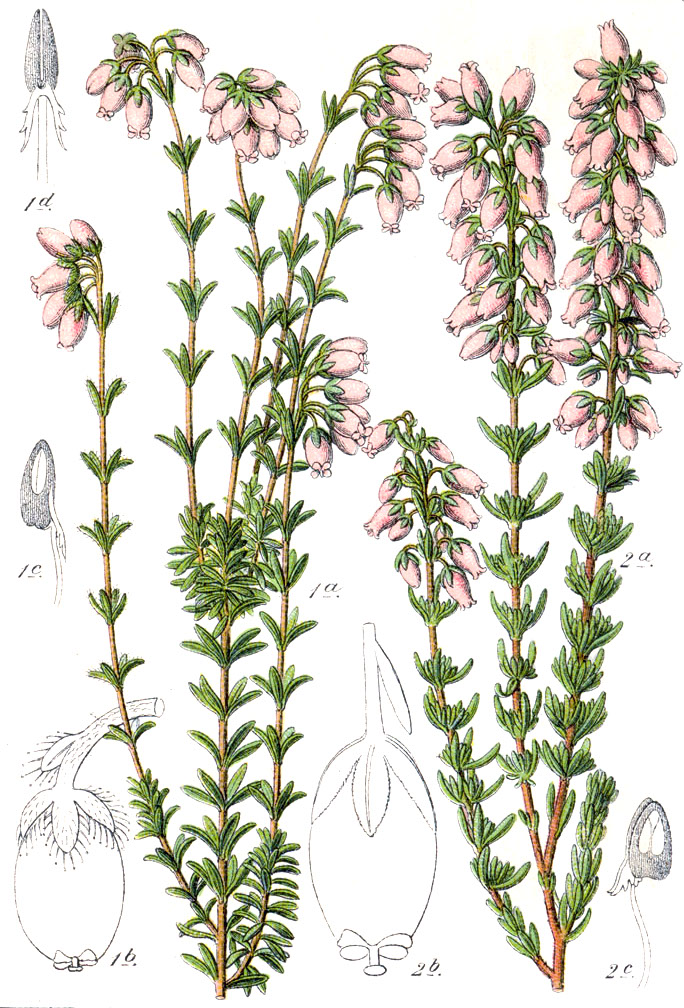
Эрика сизая (справа) в сравнении с эрикой четырёхмерной.

Эрика сизая — ветвистый кустарник с приподнимающимся стеблем, обычно не превышающий 30 см в высоту. Веточки первого года зелёные бархатистые, при одеревенении буреют и становятся голыми. Листья вечнозелёные, линейные, собраны в мутовки по три, до 7 мм длиной.
Соцветие кистевидное, состоит из повислых цветков с развитым двойным околоцветником. Чашечка состоит из дельтовидных чашелистиков с зубчатыми краями. Венчик красновато-сиреневый, редко белый, колокольчатый, с дельтовидными лопастями. Тычинки в количестве десяти.
Плод — голая шаровидная коробочка около 1,5 мм в диаметре с многочисленными продолговатыми семенами.
Цветение наблюдается с июня по сентябрь.

## Ареал
Родина эрики сизой — Западная Европа. Северная граница ареала — Норвегия и Фарерские острова, южная — Испания, Португалия и Лигурия.

## Значение
Эрика сизая издавна выращивается в качестве декоративного растения. Выведено великое множество различных сортов растения, среди которых четыре были удостоены Award of Garden Merit: 'C.D. Eason', 'Pink Ice', 'Stephen Davis' и 'Velvet Night'.

## Таксономия

### Синонимы
- Eremocallis cinerea (L.) Gray, 1821
- Erica humilis Neck.
- Erica mutabilis Salisb., 1802, nom. superfl.
- Erica tenuifolia Bubani, 1899
- Erica viridipurpurea Gouan, 1762, nom. illeg.
- Ericodes cinereum (L.) Kuntze, 1891
- Ericodes humile (Salisb.) Kuntze